# گذرنامه کانادایی
گذرنامهٔ کانادایی یک مدرک سفر بین‌المللی است که توسط کشور کانادا صادر می‌شود و بنا بر داده‌های سال ۲۰۲۳، دارندگان آن می‌توانستند به ۱۸۶ کشور دیگر بدون دریافت ویزا سفر کنند یا ویزا را در بدو ورود دریافت نمایند. این گذرنامه بر اساس رتبه‌بندی شاخص گذرنامهٔ هنلی در سال ۲۰۲۳ در رتبهٔ ۷ قرار داشت.
تمامی گذرنامه‌های کانادایی از طریق برنامه مهاجرت، پناهندگان و شهروندی کانادا صادر می‌شوند. گذرنامه‌ها معمولاً برای افراد بالای ۱۶ سال سن، ۵ تا ۱۰ سال و برای افراد زیر ۱۶ سال، ۵ سال معتبر هستند. در سال ۲۰۱۷، ۶۰ درصد شهروندان کانادایی گذرنامه کانادایی داشتند و ۲۲ میلیون نفر در جریان بودند. هرچند که گذرنامه در دست شهروندان باقی می‌ماند، اما گذرنامه‌ها به‌طور قانونی بخشی از اموال پادشاهی کانادا هستند و در صورت درخواست باید برگردانده شوند.
کانادا بخشی از گروه گذرنامه پنج ملت است، یک انجمن جهانی میان مقامات صدور گذرنامه استرالیا، بریتانیا، نیوزیلند و ایالات متحده آمریکا تا «تجربه‌ها و آزمایش‌های گذرنامه‌ای را با یک دیگر همرسانی کنند و دربارهٔ ابداعات مربوط به توسعه سیاست‌های گذرنامه، محصولات و اقدامات خود گفتگو کنند.»
کانادا از ۱ ژوئیه ۲۰۱۳ آغاز به صادر کردن گذرنامه‌های بیومتریک، که به عنوان گذرنامه‌های الکترونیکی نیز شناخته می‌شوند کرد.
با توجه به شاخص گذرنامه‌ای کانادا از لحاظ آزادی سفر و حرکت در جهان رتبه نهم را دارد.

درخواست ویزا از کانادایی‌ها
کانادا
نیاز به ویزا نیست
ویزا در بدو ورود
نیازمند به کسب ویزای الکترونیک آنلاین eVisa
ویزای الکترونیکی و آنلاین هر دو ممکن است
پیش از ورود نیاز به ویزا هست